# Tobin Bridge
Die Tobin Bridge (offiziell Maurice J. Tobin Memorial Bridge, ehem. Mystic River Bridge) ist eine Fachwerkbrücke in Boston im Bundesstaat Massachusetts der Vereinigten Staaten. Sie erstreckt sich über mehr als 2 mi (3 km) von Charlestown bis nach Chelsea und führt den U.S. Highway 1 über den Mystic River. Damit ist sie die längste Brücke in Neuengland.
Die Brücke wird durch das Massachusetts Department of Transportation verwaltet. Sie wurde von 1948 bis 1950 errichtet und am 27. Februar 1950 für die öffentliche Nutzung freigegeben. Die Tobin Bridge ersetzte damit die ehemalige Chelsea Street Bridge. Die Fahrbahnen sind auf zwei übereinander angeordneten Ebenen angelegt, wobei jeweils drei Fahrspuren in südlicher Fahrtrichtung (obere Ebene) und nördlicher Richtung (untere Ebene) zur Verfügung stehen.

## Technische Daten
Die Brücke ist insgesamt 11.906 ft (3.628,9 m) lang und 36 ft (11 m) breit. Ihre längste Stützweite beträgt 800 ft (243,8 m), die Lichte Höhe 135 ft (41,1 m). Die Brücke besteht aus Stahl und wird von Gerberträgern getragen. Die maximale Höhe der Fachwerkträger beträgt 115 ft (35,1 m). Die Fahrbahn ist am nördlichen und südlichen Ende verbreitert, um jeweils einer Mautstelle Platz bieten zu können. In den 1980er Jahren wurde jedoch die Mautstelle für Verkehr in nördlicher Fahrtrichtung geschlossen.

## Geschichte
Ursprünglich wurde die Brücke von der Massachusetts Port Authority betrieben, die gemäß den Planungen die Mauterhebung einstellen sollte, sobald die investierten Baukosten in Höhe von 27 Millionen US-Dollar wieder eingenommen wurden, was für das Jahr 1978 vorgesehen war. Tatsächlich jedoch wurden mit der Schließung der Mautstelle für Fahrzeuge in nördlicher Fahrtrichtung in den 1980er Jahren die Mautgebühren auf 25 Cent angehoben. In den 1990er Jahren stiegen die Mautgebühren zur Unterstützung der Finanzierung des Big Dig schrittweise bis auf ihren heutigen Betrag von mindestens 3 US-Dollar (abhängig von der Fahrzeugklasse) an.
Zum Zeitpunkt ihrer Eröffnung lautete der offizielle Name der Brücke Mystic River Bridge. Im Jahr 1967 wurde sie zu Ehren des ehemaligen Gouverneurs von Massachusetts und Bürgermeisters der Stadt Boston Maurice J. Tobin in Maurice J. Tobin Memorial Bridge umbenannt. Tobin hatte während seiner Amtszeit von 1945 bis 1947 die Massachusetts Port Authority gegründet und den Bau der Mystic River Bridge angeordnet. Bis zu seinem Tod 1953 arbeitete Tobin anschließend als Arbeitsminister für den damaligen US-Präsidenten Harry S. Truman.
Am 4. Januar 1990 erlangte das Bauwerk traurige Berühmtheit als der Ort, an dem Charles Stuart, der zunehmend in den Fokus der Ermittlungen um den Mord an seiner schwangeren Ehefrau geriet, durch einen Sprung von der Brücke Selbstmord beging.
Mit Wirkung zum 1. Januar 2010 wurde die Brücke in die Zuständigkeit des neu gegründeten Massachusetts Department of Transportation übertragen.

## Weiteres
- In Clint Eastwoods Spielfilm Mystic River ist diese Brücke Schauplatz einer Szene.
- Der US-amerikanischen Actionfilm The Bridge (2024) spielt auf der Tobin Bridge.